# NEW WORLD (Do As Infinityのアルバム)
『NEW WORLD』（ニュー・ワールド）は、日本のロックバンド・Do As Infinityの2作目のオリジナルアルバムである。2001年2月21日にavex traxから発売された。
2005年2月16日には、紙ジャケット仕様の期間限定生産盤として、2008年11月10日にはメジャーデビュー10周年突入を記念してHQCD規格の期間限定生産盤としてそれぞれ再発売された。

## 内容
前作『BREAK OF DAWN』から11か月ぶりのオリジナルアルバム。前作のタイトルが″N″で終わっているため、本作は″N″で始まるタイトルとなっている。
既発シングル曲「rumble fish」「We are.」「Desire」のほか、カップリング曲の別バージョンなども収録されている。なお「We are.」を最後に長尾大が脱退したため、長尾が表向きで参加した最後のアルバム作品となり、以降は制作のみの参加となった。
初回プレス仕様盤には、ボーナストラックとして「Yesterday & Today」の別バージョンが収録された。
オリコン・アルバムチャートでは初登場1位を獲得。シングル・アルバム通じて自身初の首位獲得を果たし、前作に引き続き年間チャート入りと日本レコード協会からのゴールドディスク認定を受けている。

## 収録曲

### CD
| 全作詞・作曲: D・A・I、全編曲: D・A・I、Seiji Kameda（M-4を除く。M-4のみ編曲: D・A・I、ストリングスアレンジ: Gen Ittetsu）。 |                                              |         |            |      |
| # | タイトル                                     | 作詞    | 作曲・編曲 | 時間 |
| 1. | 「new world」(Album Mix)                     | D・A・I | D・A・I    | 5:24 |
| 2. | 「GURUGURU」                                 | D・A・I | D・A・I    | 4:16 |
| 3. | 「Desire」                                   | D・A・I | D・A・I    | 4:28 |
| 4. | 「We are.」                                  | D・A・I | D・A・I    | 4:25 |
| 5. | 「snail」                                    | D・A・I | D・A・I    | 5:02 |
| 6. | 「永遠」                                     | D・A・I | D・A・I    | 4:47 |
| 7. | 「rumble fish」                              | D・A・I | D・A・I    | 4:08 |
| 8. | 「Holiday」                                  | D・A・I | D・A・I    | 3:25 |
| 9. | 「135」                                      | D・A・I | D・A・I    | 4:30 |
| 10. | 「Wings 510」                                | D・A・I | D・A・I    | 4:42 |
| 11. | 「SUMMER DAYS」                              | D・A・I | D・A・I    | 3:59 |
| 12. | 「Yesterday & Today」(Strings Orchestra Mix) | D・A・I | D・A・I    | 4:35 |
| 合計時間: | 合計時間:                                    | 53:41   |            |      |

### 曲解説
1. new world (Album Mix)
6thシングルのカップリング2曲目のアルバムバージョンにして、今作の表題曲。
2. GURUGURU
3. Desire
7thシングルの表題曲。
4. We are.
6thシングルの表題曲。
5. snail
6. 永遠
6thシングルのカップリング1曲目。
7. rumble fish
5thシングルの表題曲。
8. Holiday
7thシングルのカップリング曲。
9. 135
タイトルは東経135度線に由来している。
10. Wings 510
1stシングルのカップリング曲の別バージョン。タイトルの510とは1stシングルから今作発売日までの日数を意味している。
11. SUMMER  DAYS
5thシングルのカップリング曲。
12. Yesterday & Today (Strings Orchestra Mix)
ボーナストラック。4thシングルの表題曲のオーケストラバージョン。

## 参加ミュージシャン
Do As Infinity
- 伴都美子：Vocals
- 大渡亮：Guitar & Vocals
- 長尾大：Guitar & Programmed

Support Musician
- 中山信彦：Programmed
- 飯田高広：Programmed
- 河村智康：Drums
- 村石雅行：Drums
- そうる透：Drums
- 倉内充：Drums
- 亀田誠治：Bass & Programmed
- 渡辺等：Bass
- 小池道昭：Bass
- 上杉洋史：Keyboards
- YOKAN：Horn
- 弦一徹グループ：Strings
- 金原グループ：Strings

## タイアップ
- 花王『ソフィーナオーブルージュフィーリア』CMソング (#3)
- 花王『ソフィーナオーブクリスマス』CMソング (#4)
- WOWOWテレビドラマ『Seven's Foce』主題歌 (#6)
- 東映配給映画『仮面学園』主題歌 (#7)
- 森永製菓『ハイソフト』CMソング (#8)
- 日本テレビ系列shin-D枠ドラマ『OLポリス』主題歌 (#11)